# Henri François de Paule Lefèvre d'Ormesson
Pour les articles homonymes, voir Ormesson.
Pour les autres membres de la famille, voir Famille Lefèvre d'Ormesson.
Ne pas confondre avec Henry d'Ormesson ou avec Henri Lefèvre d'Ormesson (homme politique).
Henri Ier François de Paule Lefèvre d'Ormesson, né le 1er mars 1681 à Paris et mort le 19 mars 1756, est un magistrat, administrateur et homme politique français, d'une importante famille de robe. D'abord membre du Parlement de Paris, il entre au Conseil de finances pendant la polysynodie. Il est ensuite pendant plus de trente ans intendant des finances et gère le temporel de la Maison d'éducation de Saint-Cyr. Conseiller d'État, il refuse, à la fin de sa vie, d'être chancelier. C'est un homme riche, qui réside Place Royale et agrandit son domaine autour de la ville actuelle d'Ormesson-sur-Marne.

## Biographie

### Une famille de la noblesse de robe
Henri François de Paule Lefèvre, seigneur d'Ormesson (lieu-dit de l'actuelle commune d'Épinay-sur-Seine) et d'Amboile (ancien nom d'Ormesson-sur-Marne), est le fils d'André Lefèvre d'Ormesson d'Amboille (1644-1684), maître des requêtes et intendant de Lyon et d'Éléonore Le Maistre de Bellejamme (1653-1681), morte en couches le lendemain de la naissance d'Henri.
Les Lefèvre d'Ormesson prétendent descendre de la famille de saint François de Paule, ce qui explique la fréquence de ce prénom dans cette famille.
Henri a deux aînés : un frère qui meurt enfant, Olivier d'Ormesson (1676-1684) et une sœur, Anne-Françoise. Comme André, père d'Henri, meurt dès 1684 d'un abcès au foie, le jeune Henri et sa sœur Anne-Françoise sont très tôt orphelins. Leur grand-père est le magistrat Olivier Lefèvre d'Ormesson, rendu célèbre par sa résistance à Louis XIV lors du procès de Fouquet.
Henri d'Ormesson entre en 1691 au collège, est bachelier en droit en 1699 puis licencié en 1701, avant d'être reçu la même année substitut au procureur général du Parlement, Henri d'Aguesseau, qui est son beau-frère puisqu'il a épousé Anne-Françoise d'Ormesson en 1694.
Henri d'Ormesson épouse en 1705 Catherine de La Bourdonnaye, d'une vieille famille bretonne, de robe mais d'origine chevaleresque, fille de Yves Marie de La Bourdonnaye, maître des requêtes, intendant et conseiller d'État.

### Du droit aux finances
Henri d'Ormesson est substitut de son beau-frère Henri d'Aguesseau, procureur général, jusqu'en 1704. À cette date, il abandonne le ministère public pour être reçu conseiller au Parlement de Paris. Il devient maître des requêtes en 1707, à la place de son beau-père.

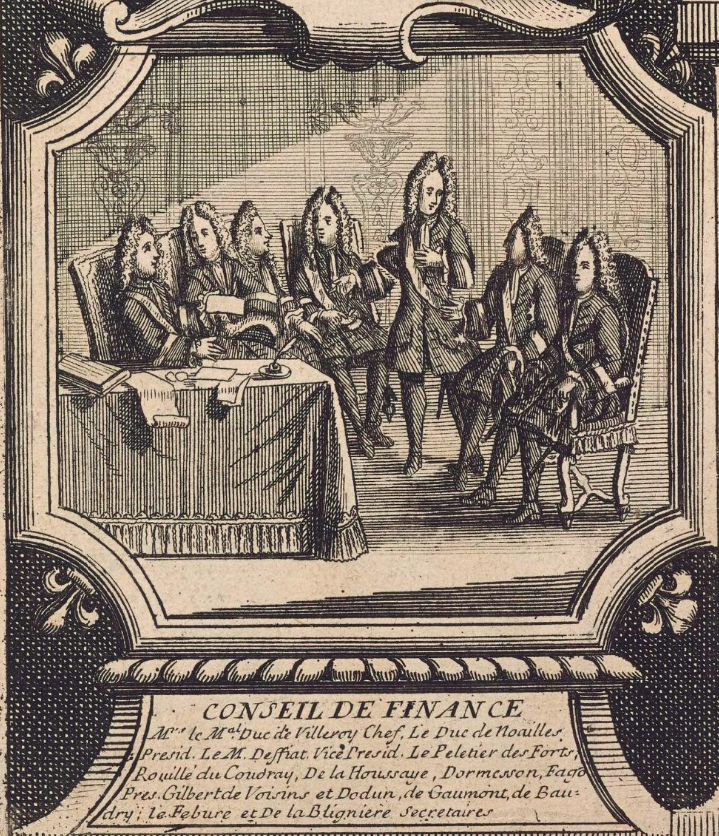
L'heureux commencement du règne de Louis XV, Roy de France et de Navarre par la régence de S. A. R. Monseigneur le duc d'Orléans et l'établissement des conseils (détail).

#### Au Conseil de finances
La Régence est l'occasion d'une accélération de sa carrière. En septembre 1715, dans le cadre du système de la polysynodie, Henri d'Ormesson entre au Conseil de finances, parce qu'il est à la fois le beau-frère du procureur général Henri d'Aguesseau et un fidèle du duc de Noailles, qui devient président de ce conseil. Son habitude des questions contentieuses, comme maître des requêtes, est également un atout. Au Conseil de finances, Ormesson a des attributions limitées : principalement le dixième et la ferme des salpêtres. Il fait partie de commissions chargées de liquider des rentes et des offices.
Comme d'autres membres du Conseil de finances (Baudry, Gaumont, Rouillé du Coudray, Fagon, Le Peletier de La Houssaye), du Conseil de la guerre (Barberie de Saint-Contest, Le Blanc) et du Conseil du dedans (Roujault), il est un des organisateurs de l'opération du visa de décembre 1715-janvier 1716, qui consiste à vérifier les dettes de l'État, dans le but avoué de les réduire. 
Après la démission du duc de Noailles de la présidence du Conseil de finances en janvier 1718, Henri d'Ormesson en reste membre, mais ce conseil devient une coquille vide : il continue en théorie d'exister, mais il n'a plus de conseil que le nom, le département des finances étant contrôlé par d'Argenson et Law. Le Conseil de finances est formellement supprimé quand Law devient contrôleur général des finances, en janvier 1720.

#### Intendant des finances
En 1720, Henri d'Ormesson devient commissaire aux finances, avec Jean-Baptiste de Gaumont et Le Peletier des Forts. C'est une charge proche de celle d'intendant des finances supprimée en 1715. En 1721, il est nommé à la prestigieuse dignité de conseiller d'État semestre. Finalement, comme ses anciens collègues au Conseil de finances Louis Fagon et Jean-Baptiste de Gaumont, Henri d'Ormesson devient intendant des finances en 1722, lors du rétablissement de cette charge, qu'il conserve jusqu'à sa mort en 1756. Cet office lui coûte 200 000 livres. 
À partir de 1722, Henri d'Ormesson participe à l'éducation du jeune Louis XV, en lui donnant des leçons sur les finances en collaboration avec Louis Fagon et les frères Pâris et peut-être en rédigeant des mémoires explicatifs, mais ce dernier point est contesté.
En tant qu'intendant des finances, Henri d'Ormesson gère les impôts directs : la taille, la capitation, le cinquantième, le dixième. Il a aussi la tutelle de la contribution versée par l'Église, le don gratuit, et des finances de l'armée. À partir de 1720, il dirige le « bureau de la vérification des états au vrai », qui dresse les états comptables. De même, les états du roi qui concernent les pays d’élections sont établis dans ses bureaux.
Jusqu'en 1743, il a aussi sous sa responsabilité les ponts et chaussées. À ce titre, il réorganise en 1738, sous l'autorité du contrôleur général des finances Philibert Orry, la corvée des grands chemins, pour permettre l'entretien des principales routes du royaume. Cette instruction de 1738 systématise des pratiques déjà existantes dans certaines provinces. En 1743, les ponts et chaussées lui sont retirés et ce travail est poursuivi par Trudaine. Dans ce domaine, le contrôleur général des finances délègue l'essentiel du travail à son adjoint l'intendant des finances.
Henri d'Ormesson reçoit tous les mercredis les receveurs généraux des finances (officiers mais en fait banquiers de l'Etat) et il en rend compte tous les jeudis au contrôleur général des finances. Il est clairement un des intendants des finances les plus occupés, à la probité proverbiale. Dans ses décisions, il apparaît comme un administrateur pragmatique qui cherche l'efficacité. En 1740, Louis XV accepte que son fils Marie François de Paule lui soit adjoint.

### L'homme qui refusa d'être chancelier

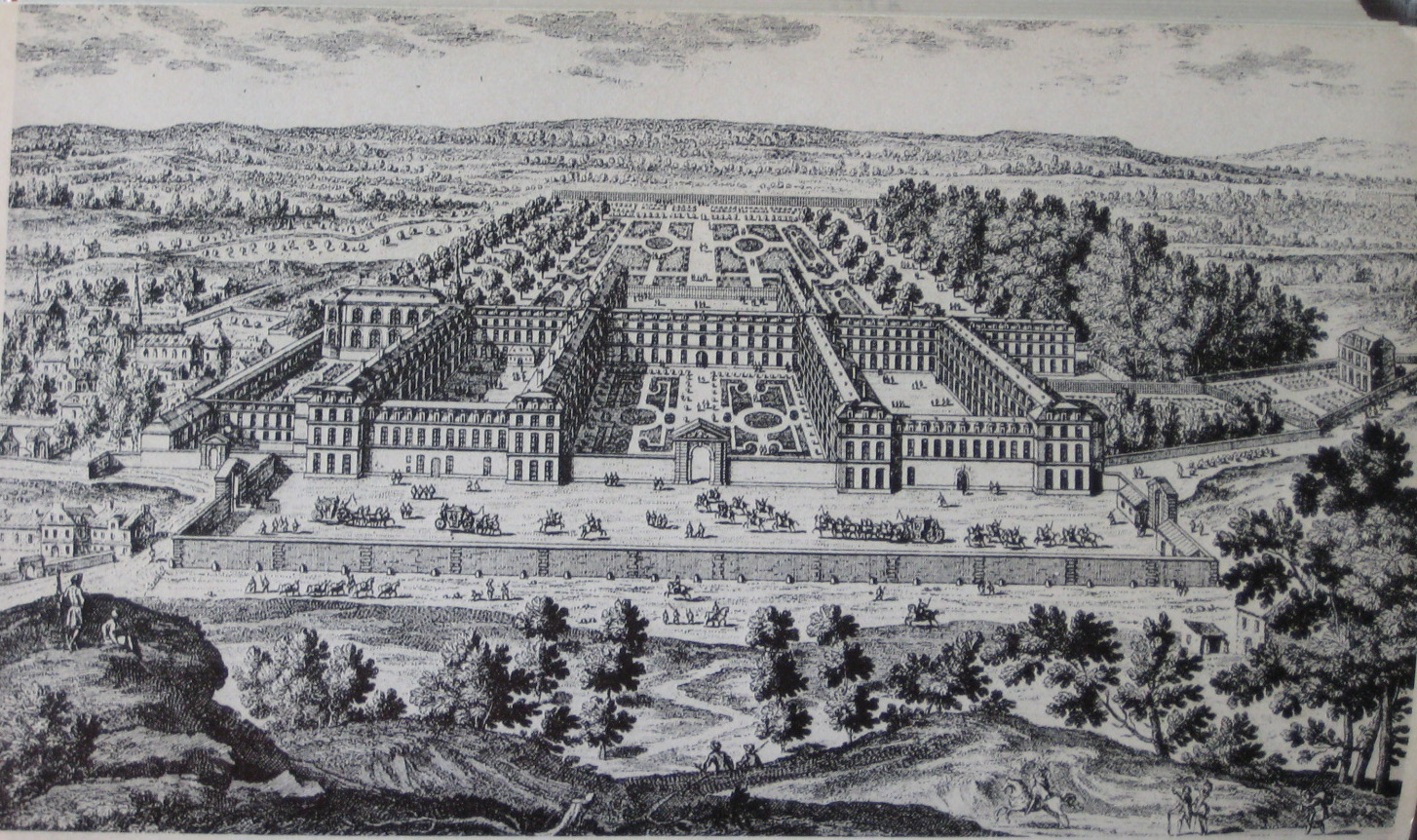
La Maison royale de Saint-Louis. Gravure du début du XVIIIe siècle

Henri d'Ormesson est également dirigeant, d'abord en tant qu'adjoint du duc de Noailles, puis seul, du temporel de la Maison d'éducation de Saint-Cyr ou Maison royale de Saint-Louis, fondée par Madame de Maintenon. Les biens à gérer sont vastes, la Maison d'éducation de Saint-Cyr étant un propriétaire foncier de premier ordre, avec un patrimoine réunissant la seigneurie de Saint-Cyr, les baronnies de Chevreuse et de Trappes et la manse de l'abbaye de Saint-Denis. Les revenus de ces propriétés assurent le budget de la Maison d'éducation. Cette fonction a le grand avantage de lui garantir des tête-à-tête réguliers de travail avec le roi Louis XV, qui aime avoir des hommes de confiance et les récompenser. 
En 1730 Henri d'Ormesson devient conseiller d'État ordinaire, puis , en 1742, il est nommé au Conseil royal des finances. La dignité de conseiller d'État est le plus haut degré que peuvent atteindre les magistrats. Comme les autres administrateurs d'Ancien Régime, Henri d'Ormesson fait partie d'un réseau de parenté. Ainsi, parmi les autres conseillers d'État, on compte en 1735 son ancien beau-frère, Paul-Esprit Feydeau de Brou (mari en premières noces de Louise-Antoinette de La Bourdonnaye, sœur de Catherine épouse d'Henri d'Ormesson) et deux neveux, Henri-François-de-Paule d’Aguesseau et Jean-Baptiste-Paulin d’Aguesseau de Fresnes.
En 1750, Louis XV pense à lui pour remplacer son beau-frère Henri d'Aguesseau (qui démissionne à cause de son âge avancé, 82 ans) comme chancelier, c'est-à-dire second personnage de l'Etat. Le comte de Saint-Florentin, secrétaire d'Etat de la Maison du Roi, lui transmet cette proposition :

« Sa Majesté a jeté les yeux sur vous pour remplir la place de M. le chancelier et je me flatte que vous ne doutez du plaisir que j'ai de vous annoncer cette nouvelle. Sa Majesté désire que vous ne parliez à personne de ce que j'ai l'honneur de vous écrire et attend votre réponse que je dois lui remettre au retour de la chasse. »

Le jour même, Henri d'Ormesson (qui, à 69 ans, est moins âgé que son beau-frère) refuse, alléguant son incapacité et sa mauvaise santé :

« Je suis pénétré de reconnaissance des marques de bonté dont le roi veut bien m'honorer en me destinant une place aussi importante que celle que vous m'annoncez, mais elle est infinimement au-dessus de mes forces. Je n'ai ni la science ni les lumières nécessaires pour m'en acquitter et Sa Majesté n'ignore pas que j'ai depuis quelques années une santé misérable qui ne me permet pas de travailler autant que cette place l'exigerait. Si je la remplissais actuellement je me verrais obligé de dermander la permission de la quitter. Je supplie Sa Majesté, avec les plus fortes instances, de me dispenser de l'accepter et de me permettre de continuer à la servir ainsi que j'ai fait jusqu'ici autant que mes forces et ma mauvaise santé pourront me le permettre. Et j'attends de votre amitié pour moi que vous voudrez bien joindre vos bons offices à mes très humbles supplications pour l'obtenir. »

Henri Ier François de Paule d'Ormesson est donc le premier de sa famille qui aurait pu devenir ministre. Sa charge d'intendant des finances est après lui occupée par son fils et son petit-fils. Cette proposition et ce refus sont gardés secrets pour ne froisser personne et les contemporains ne l'ont jamais su, y compris Guillaume de Lamoignon de Blancmesnil, finalement nommé chancelier.

### Un homme riche

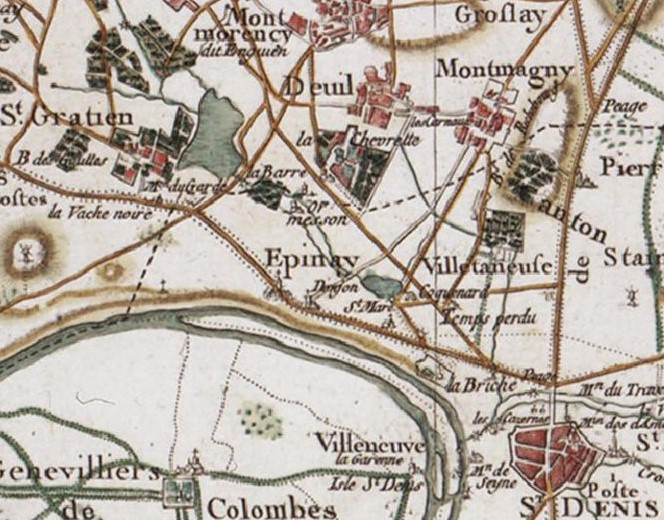
Extrait de la carte de Cassini centré sur Ormesson

Henri d'Ormesson hérite de sa famille les seigneuries d'Ormesson et d'Amboile (ancien nom d'Ormesson-sur-Marne). Ormesson est la seigneurie d'origine de la famille, acquise en 1554 et située dans l'actuelle commune d'Épinay-sur-Seine. On voit cet endroit sur la carte de Cassini de Paris, entre Épinay et Deuil-la-Barre. Ce château est peu à peu abandonné par la famille, qui s'installe dans le château d'Amboile, que la famille reçoit en 1604, à l'occasion du mariage d'André I Lefèvre d'Ormesson avec Anne Le Prévost.
En 1706-1707, Henri d'Ormesson agrandit son domaine foncier en achetant la moitié de la baronnie de La Queue-en-Brie et la seigneurie de Noiseau, voisines d'Amboile. Cela lui permet de posséder 800 hectares. En 1758, ces seigneuries réunies constitueront, avec Chennevières-sur-Marne, le noyau du marquisat érigé pour son fils, sous le nom de marquisat d'Ormesson, dont Amboile prendra le nom.
Il réside occasionnellement à Amboile, mais principalement à Paris et s'installe définitivement Place Royale (actuelle Place des Vosges) en 1720.
La femme d'Henri d'Ormesson, Catherine de La Bourdonnaye, hérite de 460 000 livres et d'un important domaine en Auvergne. À sa mort, Henri d'Ormesson possède une solide fortune de plus d'un million de livres, dont un peu plus de la moitié en propriétés foncières.
Il a fait réaliser son portrait, actuellement conservé dans les collections du Château de Versailles. Il mesure 136x112 cm et est attribué à Hyacinthe Rigaud ou à son école.

## Descendance
De son mariage avec Catherine de La Bourdonnaye, Henri Ier François de Paule d'Ormesson a sept enfants :
- Marie Catherine Lefèvre d'Ormesson (1706-1770), épouse de Charles Amable Honoré de Barentin, dont Charles de Paule de Barentin.
- Henri II Lefèvre d'Ormesson (1709-1731), conseiller au Parlement de Paris, sans alliance.
- Marie François Lefèvre d'Ormesson (1710-1775), intendant des finances, marquis d'Ormesson, dont Henri Lefèvre d'Ormesson.
- Louis Ier Lefèvre d'Ormesson (1712-1782), chevalier de Malte, brigadier des armées du roi.
- Antoine François Lefèvre d'Ormesson (1713-1741), chevalier de Malte.
- Louis François de Paule Lefèvre d'Ormesson (1718-1789), premier président au Parlement de Paris.
- Henri Lefèvre d'Ormesson (1724-1776), prêtre[2].